# Chionaspis
Chionaspis är ett släkte av insekter som beskrevs av Victor Antoine Signoret 1869. Chionaspis ingår i familjen pansarsköldlöss.

## Dottertaxa tillChionaspis, i alfabetisk ordning[1][2]
- Chionaspis acer
- Chionaspis acericola
- Chionaspis acuta
- Chionaspis agonis
- Chionaspis agranulata
- Chionaspis alnus
- Chionaspis americana
- Chionaspis angusta
- Chionaspis arkhola
- Chionaspis austriaca
- Chionaspis broughae
- Chionaspis cacti
- Chionaspis camphora
- Chionaspis candida
- Chionaspis caryae
- Chionaspis castanopsidis
- Chionaspis cinnamomicola
- Chionaspis clematidis
- Chionaspis comys
- Chionaspis corni
- Chionaspis cornigera
- Chionaspis discadenata
- Chionaspis dryina
- Chionaspis ethelae
- Chionaspis etrusca
- Chionaspis floridensis
- Chionaspis formosa
- Chionaspis frenchi
- Chionaspis freycinetiae
- Chionaspis furfura
- Chionaspis gengmaensis
- Chionaspis gilli
- Chionaspis gleditsiae
- Chionaspis hamoni
- Chionaspis heterophyllae
- Chionaspis himalaica
- Chionaspis kabyliensis
- Chionaspis keravatana
- Chionaspis kosztarabi
- Chionaspis lepineyi
- Chionaspis linderae
- Chionaspis lintneri
- Chionaspis lithocarpi
- Chionaspis lithocarpicola
- Chionaspis longiloba
- Chionaspis lumbiniana
- Chionaspis lutea
- Chionaspis machilicola
- Chionaspis megazygosis
- Chionaspis montanoides
- Chionaspis nyssae
- Chionaspis obclavata
- Chionaspis ortholobis
- Chionaspis osmanthi
- Chionaspis pandanicola
- Chionaspis pinifoliae
- Chionaspis platani
- Chionaspis pusa
- Chionaspis ramakrishnai
- Chionaspis rhaphidophorae
- Chionaspis rotunda
- Chionaspis saitamaensis
- Chionaspis salicis
- Chionaspis sassceri
- Chionaspis sivapuriana
- Chionaspis sozanica
- Chionaspis sterculiae
- Chionaspis styracis
- Chionaspis subrotunda
- Chionaspis tangana
- Chionaspis triformis
- Chionaspis trochodendri
- Chionaspis venui
- Chionaspis wistariae
- Chionaspis xanthorrhoeae
- Chionaspis yanagicola